# Mason Laur
Mason Laur (Pittsburgh, 22 de agosto de 2002) es un deportista estadounidense que compite en natación, especialista en el estilo mariposa. En los Juegos Panamericanos de 2023 obtuvo una medalla de oro en la prueba de 200 m mariposa.

## Palmarés internacional
| Juegos Panamericanos | Juegos Panamericanos | Juegos Panamericanos | Juegos Panamericanos |
| Año                  | Lugar                | Medalla              | Prueba               |
| -------------------- | -------------------- | -------------------- | -------------------- |
| 2023                 | Santiago (Chile)     | Medalla de oro       | 200 m mariposa       |